# Michel Breuer
Michel Breuer (född 25 maj, 1980 i Gouda) är en nederländsk före detta fotbollsspelare. Han spelar sedan 2014 för Sparta Rotterdam. Han har även spelat i bland annat Excelsior och Heerenveen.